# Samogłoska przymknięta
Samogłoska przymknięta, samogłoska wysoka – samogłoska wymawiana przy wysokim położeniu języka.
Termin ten odnosi się do sposobu opisu samogłosek według stopnia otwarcia jamy ustnej przy wyróżnieniu czterech zasadniczych pozycji: przymkniętej, półprzymkniętej, półotwartej i otwartej. Samogłoski przymknięte wymawiane są przy położeniu języka najbliższym podniebieniu. Górnym ograniczeniem jest tu umowna tzw. granica tarcia (ang. border of friction), powyżej której kanał dla przepływu strumienia powietrza pozostawiony pomiędzy językiem a podniebieniem jest na tyle wąski, że strumień powietrza nie może przepływać swobodnie, a więc wymówienie samogłoski staje się niemożliwe, i powstaje spółgłoska szczelinowa (frykatywa).
W międzynarodowej transkrypcji fonetycznej IPA przewidziano odrębne symbole dla sześciu samogłosek przymkniętych:
- samogłoska przymknięta przednia niezaokrąglona [i]
- samogłoska przymknięta przednia zaokrąglona [y]
- samogłoska przymknięta centralna niezaokrąglona [ɨ]
- samogłoska przymknięta centralna zaokrąglona [ʉ]
- samogłoska przymknięta tylna niezaokrąglona [ɯ]
- samogłoska przymknięta tylna zaokrąglona [u]

Według alternatywnego sposobu podziału samogłosek zależnie od stopnia otwarcia jamy ustnej, stosowanego współcześnie w fonologii, wyróżnia się trzy ich zasadnicze pozycje: wysoką, średnią i niską (terminy te nie odnoszą się do wysokości tonu lecz do położenia języka).

W zakres samogłosek wysokich wchodzą opisywane tu samogłoski przymknięte oraz samogłoski prawie przymknięte. Te pierwsze określane są wtedy jako wysokie napięte, te drugie jako wysokie nienapięte.
Samogłoski przymknięte należą do najbardziej rozpowszechnionych typów samogłosek. Właściwie w każdym języku obecna jest jakaś samogłoska przymknięta. Należy jednak zauważyć, że różne samogłoski przymknięte mają różną częstość występowania. I tak [i] występuje prawdopodobnie w każdym języku, [u] w prawie każdym, podczas gdy [y], [ɨ] i [ɯ] są dużo rzadsze, a [ʉ] występuje bardzo rzadko.
W języku polskim występują trzy samogłoski przymknięte:
- samogłoska przymknięta przednia niezaokrąglona [i], np. miś
- samogłoska przymknięta centralna niezaokrąglona [ɨ], np. mysz
- samogłoska przymknięta tylna zaokrąglona [u], np. ul